# Deseilligny (Mondkrater)
Deseilligny ist ein kleiner Einschlagkrater auf der nordöstlichen Mondvorderseite in der Ebene des Mare Serenitatis, östlich des Kraters Bessel und nordwestlich von Dawes.
Der Krater wurde 1935 von der IAU nach dem französischen Selenografen Jules Alfred Pierrot Deseilligny offiziell benannt.